# 卜字高雄
卜字高雄（日语：／ Toji Takao，1948年7月25日—），新潟縣出身的日本演員。本名平井高雄的卜字，雖然自1990年起就已參與電視連續劇的演出，但卻一直擔任些客串演出的位置，從來沒有真正演出過主角或配角等級的角色。
其藝名中第一個字原本應該是日文片假名（To）而非漢字「卜」，但因為兩個字極為相似而經常在中文語境中習慣性地被誤植。卜字的本名「平井高雄」在日文中的發音（Hiraitakao）與「開朗的面容」（開いた顔；Hiraita Kao）發音相同，因此他將的反意詞（閉上的）作為自己的藝名並取其同音字，而變成。

## 演出作品

### 電影
- 《死亡筆記本》（デスノート，2006年）

### 電視劇
- 《宛如飛翔》（翔ぶが如く），NHK，1990年
- 《世界奇妙物語》（世にも奇妙な物語），富士電視台，1991年開始陸續參與演出
- 《織田信長》（信長 KING OF ZIPANGU），NHK，1992年
- 《隔世情未了》（君のためにできること），富士電視台，1992年
- 《高校教師》，TBS，1993年
- 《琉球之風》（琉球の風），NHK，1993年
- 《花梨》（かりん），NHK，1993年至1994年
- 《甜蜜家庭》（スウィート・ホーム），TBS，1994年
- 《古畑任三郎》，第7集，富士電視台，1994年
- 《發達之路》（お金がない!），1994年
- 《手機刑警 錢形泪》（ケータイ刑事 銭形泪），BS-i，2004年
- 《美食偵探王》（喰いタン），日本電視台，2006年
- 《主播台女王》（トップキャスター），2006年 - 飾演 蟹原三郎
- 《嘻哈迷情》（チェケラッチョ in TOKYO），2006年 - 飾演 校長
- 《丘比特的惡作劇～虹玉》（クピドの悪戯 虹玉），2006年 - 飾演 睦月清正
- 《敬啟，父親大人》（拝啓、父上様），2007年
- 《求婚大作戰》（プロポーズ大作戦），第1集，2007年 - 飾演 甲子園預賽主審
- 《前男友的遺書》（元彼の遺言状），2022年 - 飾演 神田

## 外部連結
- 經紀公司官方網站介紹（日語）